# Niente da perdere (Shiva)
Niente da perdere è un singolo del rapper italiano Shiva, pubblicato il 1º giugno 2022 come secondo estratto dal terzo EP Dark Love EP.

## Tracce
1. Niente da perdere – 2:46

## Classifiche
| Classifica (2022) | Posizione massima |
| ----------------- | ----------------- |
| Italia            | 13                |